# Estádio 30 de Junho
O Estádio 30 de Junho (em árabe: ملعب 30 يونيو) é um estádio multiuso localizado no Cairo, capital do Egito, inaugurado em 2 de julho de 2012. De propriedade da Força Aérea do Egito, responsável pela construção do estádio, o Pyramids Football Club manda ali seus jogos oficiais por competições nacionais e continentais. Além disso, o estádio foi uma das sedes oficiais do Campeonato Africano das Nações de 2019, realizado no país. Possui capacidade máxima para 30 000 espectadores.